# Manzaneda (Oviedo)
Manzaneda (Santolaya en asturiano y oficialmente) es una parroquia perteneciente al municipio de Oviedo, Asturias (España). 
Los habitantes de Manzaneda son conocidos como calamones y calamonas. Pero no se sabe a ciencia cierta de dónde procede este gentilicio. Todos los años se conceden los premios "Calamón del año" que se concede a personas o entidades que hayan realizado cosas a favor del pueblo. Las principales poblaciones de la parroquia son Manzaneda y Santa Eulalia de Manzaneda, la cual cuenta con apeadero de Renfe de la línea El Entrego-Oviedo-Avilés.

## Arte
Tiene una fuente pública de finales del siglo XVIII con motivos ornamentales escultóricos. La fuente es de estilo barroco, obra del arquitecto Manuel Reguera
Tiene también un refugio o cueva, llamada "La Viña". En la población de Manzaneda se encuentra una capilla dedicada a San Francisco de Paula, mientras que en Santa Eulalia se encuentra una iglesia bajo dicha advocación, con un cementerio adosado. 

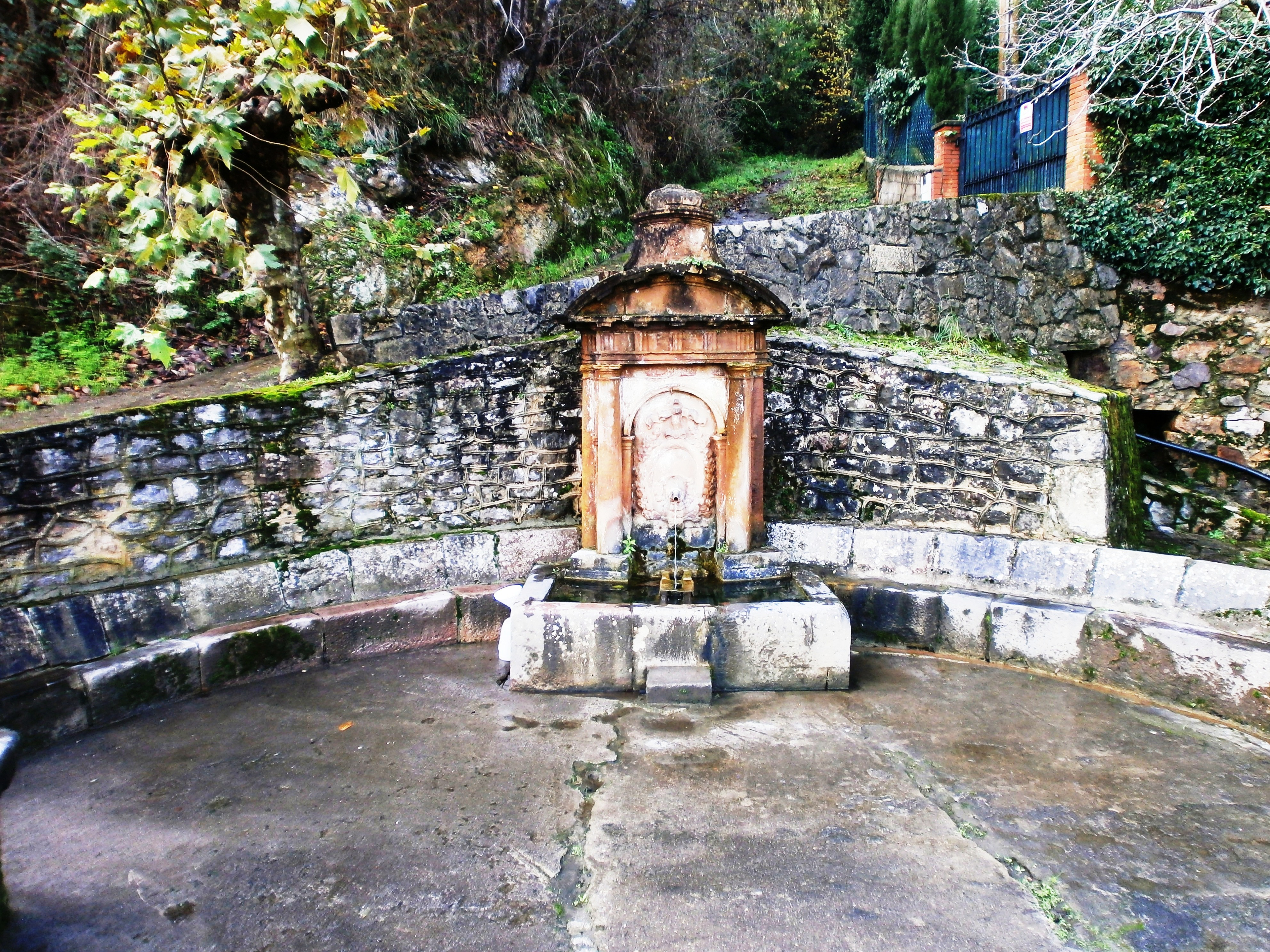
Fuente a la entrada
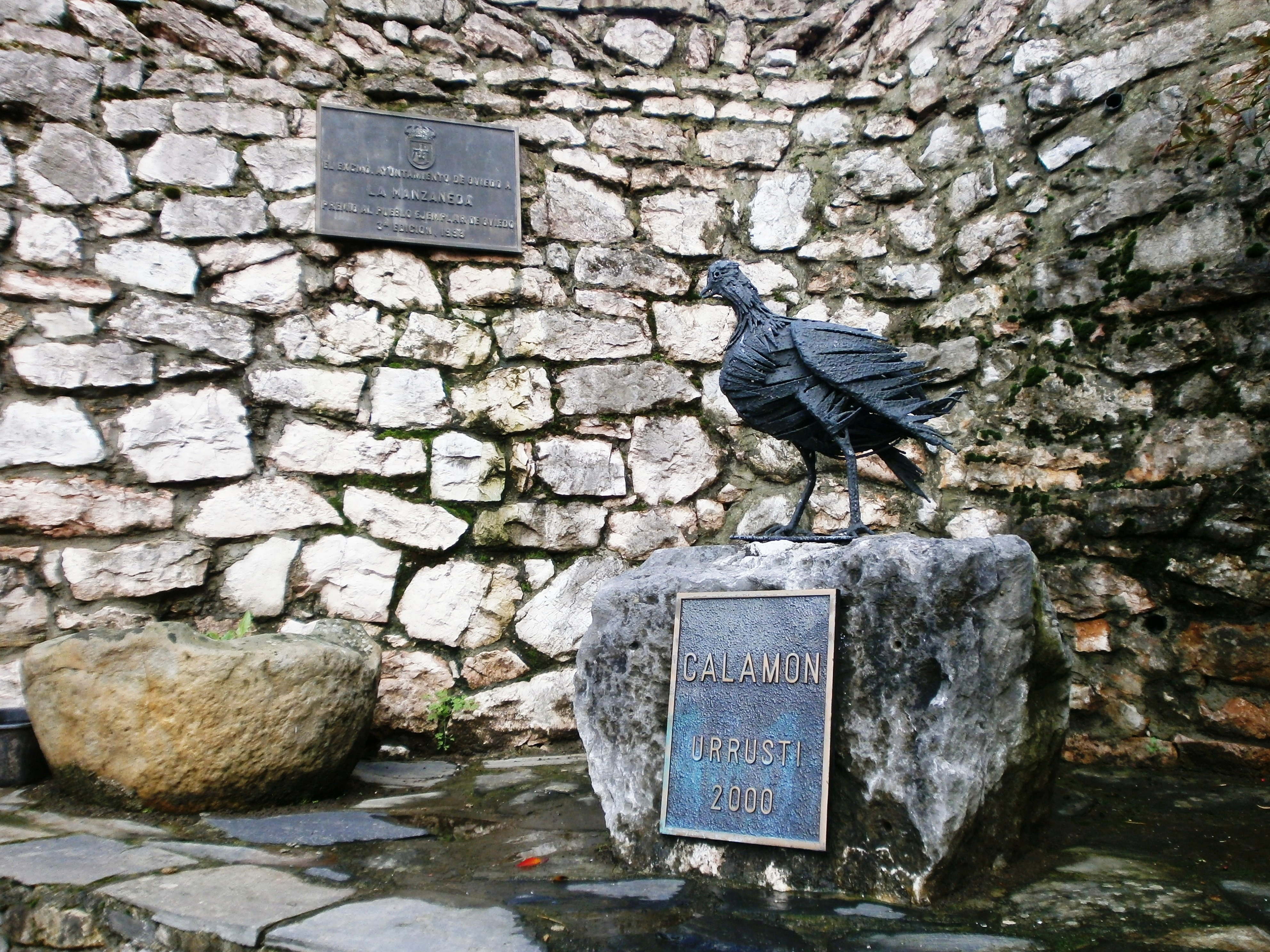
Calamón

También se ubicó, en el año 2000, a la entrada de Manzaneda, para embellecerla, una obra del artista Rafael Rodríguez Urrusti, conocida como Calamón.

## Deporte
Junto a Manzaneda, en las antiguas canteras, se encuentra una escuela de escalada bastante concurrida por su cercanía a Oviedo.
Además, un equipo de fútbol sala llamado el "Arenas de Manzaneda" compite en la actualidad en ligas regionales y mantiene cierta vinculación con este pueblo. En el pasado existió ese equipo de fútbol campo con ese nombre.

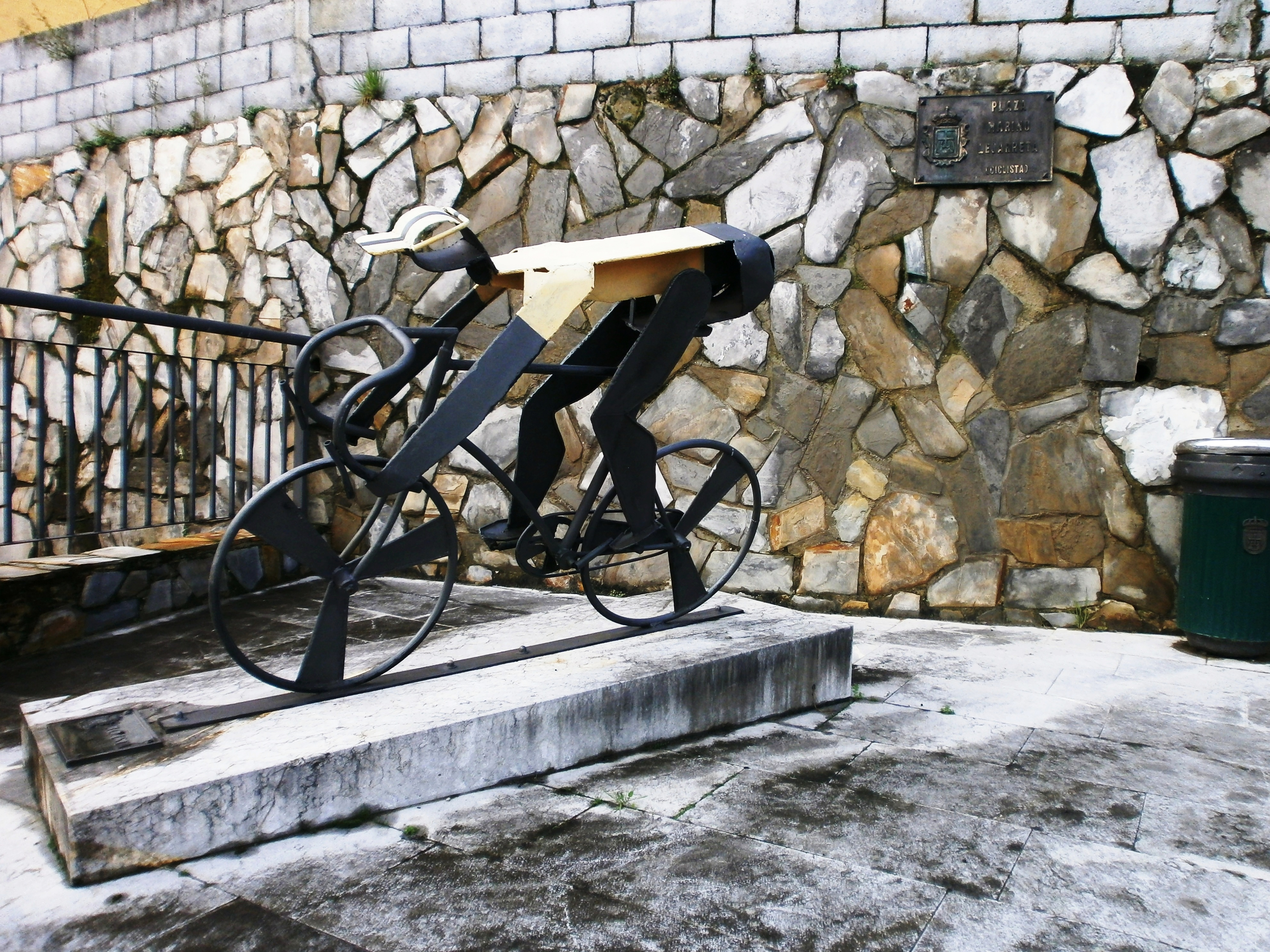

En Manzaneda también hubo mucha afición al ciclismo motivado por el paso de algunas etapas de la Vuelta Ciclista a España que terminaron en el Angliru. La afición surge porque la carretera de la zona es muy pendiente (rampas de hasta el 14%) y algunas etapas, sobre todo las que finalizaban en el monte Naranco, se decidían en la subida a la Manzaneda. Desde 1985 existe una peña ciclista llamada Peña Marino Lejarreta que ha organizado algunas de la ediciones de la Subida a Manzaneda.
Además en el año 2003 se instaló una escultura urbana conocida por el nombre Homenaje a Marino Lejarreta, hecha en hierro y obra de Rafael Rodríguez Urrusti.

## Demografía
| Gráfica de evolución demográfica de Manzaneda entre 2000 y 2014 |
|                                                                 |